# Strumaria perryae
Strumaria perryae är en amaryllisväxtart som beskrevs av Deirdré Anne Snijman. Strumaria perryae ingår i släktet Strumaria och familjen amaryllisväxter. Inga underarter finns listade i Catalogue of Life.